# Associação Naval 1º de Maio
 (novembre 2022).
Si vous disposez d'ouvrages ou d'articles de référence ou si vous connaissez des sites web de qualité traitant du thème abordé ici, merci de compléter l'article en donnant les références utiles à sa vérifiabilité et en les liant à la section « Notes et références ».
Maillots
L'Associação Naval 1º de Maio était un club portugais  de football. Créé le 1er mai 1893, le club était basé à Figueira da Foz. Le plus grand succès de la section football est d'avoir atteint les demi-finales de la Coupe du Portugal en 2002-03 et 2009-2010, et l'accession en Ligue 1 portugaise lors de la saison 2004-05.
Il jouait ses matchs à domicile au Estádio Municipal José Bento Pessoa, ayant une capacité de 9471 spectateurs.
La Naval était l'une des principales équipes de la région Centre, aux côtés de l'Académica de Coimbra du SC Beira-Mar et de l'União de Leiria.

## Repères historiques
L’Associação Naval 1º de Maio est le successeur direct de la défunte "Associação Naval Figueirense". Il est principalement axé sur les sports nautiques (aviron et la natation), mais aussi la gymnastique, l'haltérophilie, le rink hockey, la lutte gréco-romaine, le tir, le basket-ball, la danse et bien sûr le football.
Pendant de nombreuses années, l'équipe de football évolue en deuxième et troisième division du Portugal. Après avoir été relégué pour la première fois à l'été 1992 en quatrième division, le club effectue une remontée immédiate puis gravit l'échelon supérieur lors de la saison 1998-99. Lors de la saison 2002-03, le club crée la surprise en atteignant les demi-finales de la coupe du Portugal échouant face au grand FC Porto. 
Au terme de la saison 2004-05, le club accède à la première division portugaise. Luttant régulièrement contre la relégation, il réalise une belle performance en 2010, atteignant la 8e place de l'élite portugaise, ainsi que les demi-finales de la coupe. Lors de cette demi-finale les "navalistes" sont favoris, car opposé à l'équipe du GD Chaves, qui dispute le championnat portugais de 2e division. Ayant perdu le match aller 1 à 0, les joueurs de Figueira da Foz doivent l'emporter, ce qu'ils font par le même score de 1 à 0. Ce qui signifie "prolongations", malheureusement les locaux perdent pieds et les adversaires en profitent marquant deux buts. La saison suivante, le club termine à la 16e place et est relégué en deuxième division (Segunda Divisão). La remontée directe est ratée de peu finissant à la quatrième place. Après des problèmes financiers, le club est rétrogradé lors de la saison 2013-14 dans le Campeonato Nacional de Seniores, soit la troisième division nationale. 
Lors de la saison 16/17, avec toujours de gros problèmes financiers, le club coule totalement en terminant dernier de sa série de D3, avec notamment 144 buts encaissés en 32 matchs. Le club cesse ses activités en  septembre 2017 en raison de problèmes financiers. Toutes les équipes et activités ont été «transférées» dans un nouveau club le  Naval 1893,créé par d'anciens dirigeants.

## Palmarès et records

### Palmarès
- Liga de Honra (D2) :
  - Vice-champion : 2005

- II Divisão   (D3) :
  - Champion : 1998

- Coupe du Portugal :
  - Demi-finaliste : 2003 et 2010

## Image et identité

### Couleurs et maillots
Né bleu marine et blanc. Les athlètes de la Naval portaient la "marinière", mais ces deux couleurs associées étaient aussi les couleurs dominantes de la monarchie. En juillet 1911, la Naval participe à Lisbonne à la plus grande régate d'aviron du Portugal disputée sur le Tage. Les bateliers de Figueira da Foz, remportent pour la première fois cette compétition. À la fin de la course les rameurs "navalistes" ont été insultés et ont reçu quelques pierres en guise de trophée. Cela à cause de la couleur de leur équipement, alors que le Portugal vit la transition entre la monarchie et la République.
De retour à Figueira da Foz, une assemblée générale est organisée et proclame les nouvelles couleurs qui sont désormais le vert et le blanc qui restera jusqu’à sa disparition.

## Joueurs et personnalités du club

### Entraîneurs
| Nationalité | Nom                       | Période               |
| ----------- | ------------------------- | --------------------- |
|             | Couceiro Figueira         | 1979-1980             |
|             | Victor Né et Rodrigo Mano | 1985-1986             |
|             | Mário Imbelloni           | 1985-1986             |
|             | Luís Agostinho            | 1992-1994             |
|             | José Dinis                | 1994-1995             |
|             | Ulisses Morais            | 1995-1997             |
|             | Luís Agostinho            | 1997-av. 1999         |
|             | Raul Águas                | avr.-juil. 1999       |
|             | Francisco Vital           | juil. 1999-janv. 2000 |
|             | José Dinis                | janv.-juil. 2000      |
|             | Bruno Cardoso             | août-sept. 2000       |
|             | José Dinis                | sept. 2000-2002       |
|             | Fernando Mira             | 2002                  |
|             | Álvaro Magalhães          | 2002-2003             |
|             | Toni                      | juil. 2003-sept. 2004 |
|             | Guto Ferreira             | févr.-sept. 2004      |

| Nationalité | Nom               | Période               |
| ----------- | ----------------- | --------------------- |
|             | Fernando Mira     | sept. 2006            |
|             | Rogério Gonçalves | sept. 2004-juil. 2005 |
|             | Manuel Cajuda     | juil.-déc. 2005       |
|             | Álvaro Magalhães  | déc. 2005-févr. 2006  |
|             | Fernando Mira     | févr. 2006            |
|             | Rogério Gonçalves | mars-déc. 2006        |
|             | Mariano Barreto   | déc. 2006-avr. 2007   |
|             | Fernando Mira     | avr.-juil. 2007       |
|             | Francisco Chaló   | juil.-sept. 2007      |
|             | Fernando Mira     | sept. 2007            |
|             | Ulisses Morais    | oct. 2007-sept. 2009  |
|             | Fernando Mira     | sept. 2009            |
|             | Augusto Inácio    | 2009-10               |

| Nationalité | Nom               | Période              |
| ----------- | ----------------- | -------------------- |
|             | Victor Zvunka     | juil.-nov. 2010      |
|             | Fernando Mira     | nov. 2010            |
|             | Rogério Gonçalves | nov. 2010-janv. 2011 |
|             | Carlos Mozer      | janv.-juil. 2011     |
|             | Daniel Ramos      | 2011-avril 2012      |
|             | Filó              | avr.-sept. 2012      |
|             | João Almeida      | sept. 2012           |
|             | Álvaro Magalhães  | oct. 2012-juin 2013  |
|             | Pedro Santos      | juin-oct. 2013       |
|             | Miguel Branco     | oct. 2013-janv. 2014 |
|             | Tiago Raposo      | janv. 2014-avr. 2015 |
|             | Pedro Ilharco     | avr. 2015-juin 2015  |
|             | Fernando Mira     | juin 2015-           |